# Life of the Infamous: The Best of Mobb Deep
Life of the Infamous: The Best of Mobb Deep – kompilacja największych przebojów grupy hip-hopowej Mobb Deep. Została wydana 31 października, 2006 roku. Album zawiera dwa niewydane utwory: "Blood Money" i "Go Head".

## Lista utworów
| Nr | Tytuł                         | Producent                | Wykonawcy                       |
| -- | ----------------------------- | ------------------------ | ------------------------------- |
| 1  | "Hit It from the Back"        | Havoc, Prodigy           | Havoc, Prodigy                  |
| 2  | "Survival of the Fittest"     | Havoc                    | Havoc, Prodigy                  |
| 3  | "Shook Ones Pt. II"           | Havoc                    | Havoc, Prodigy                  |
| 4  | "Temperature’s Rising"        | Havoc, Q-Tip             | Crystal Johnson, Havoc, Prodigy |
| 5  | "Get Dealt With"              | Havoc                    | Havoc, Prodigy                  |
| 6  | "Quiet Storm (Remix)"         | Havoc, Jonathan Williams | Havoc, Lil’ Kim, Prodigy        |
| 7  | "Keep It Thoro"               | The Alchemist            | Prodigy                         |
| 8  | "G.O.D. Pt. III"              | Havoc                    | Havoc, Prodigy                  |
| 9  | "Hell on Earth (Front Lines)" | Havoc                    | Havoc, Prodigy                  |
| 10 | "Hey Luv (Anything)"          | Havoc                    | 112, Havoc, Prodigy             |
| 11 | "Get Away"                    | Ez Elpee                 | Havoc, Prodigy                  |
| 12 | "Burn"                        | Havoc                    | Big Noyd, Havoc, Prodigy        |
| 13 | "Got It Twisted"              | Alchemist                | Havoc, Prodigy                  |
| 14 | "Real Gangstaz"               | Lil Jon                  | Havoc, Lil Jon, Prodigy         |
| 15 | "Win or Lose"                 | Alchemist                | Havoc, Prodigy                  |
| 16 | "Blood Money"                 |                          | Havoc, Prodigy                  |
| 17 | "Go Head"                     |                          | Havoc, Prodigy                  |